# Copa Elite del Líbano
La Copa Elite del Líbano es un torneo de copa de fútbol disputada anualmente en el Líbano. Es organizada por la Federación Libanesa de Fútbol.
La competición se jugó por primera vez en 1996 y fue disputada por los cuatro primeros de la liga y el campeón de la copa. La temporada siguiente se expandió a los seis primeros clasificados de la Liga Líbanesa de la temporada anterior.
La competencia no fue disputada en 2006 y 2007, debido a la Guerra del Líbano de 2006.

## Palmarés
| Temporada | Campeón                                       | Resultado                                     | Finalista                                     |
| --------- | --------------------------------------------- | --------------------------------------------- | --------------------------------------------- |
| 1996      | Al Nejmeh Beirut                              | 1-0                                           | Al Ansar Beirut                               |
| 1997      | Al Ansar Beirut                               | 2-0                                           | Al Nejmeh Beirut                              |
| 1998      | Al Nejmeh Beirut                              | 2-1                                           | Al Ansar Beirut                               |
| 1999      | Homenmen Beirut                               | 2-1                                           | Shabab Al-Sahel                               |
| 2000      | Al Ansar Beirut                               | 1-0                                           | Al-Tadamon Tyre                               |
| 2001      | Al Nejmeh Beirut                              | 3-3 (5-3 pen.)                                | Al-Tadamon Tyre                               |
| 2002      | Al Nejmeh Beirut                              | 1-1 (4-3 pen.)                                | Al-Ahed                                       |
| 2003      | Al Nejmeh Beirut                              | 2-1                                           | Al-Ahed                                       |
| 2004      | Al Nejmeh Beirut                              | 1-1 (6-5 pen.)                                | Al-Ahed                                       |
| 2005      | Al Nejmeh Beirut                              | 3-0                                           | Al Ansar Beirut                               |
| 2006      | Copa no disputada, Guerra del Líbano de 2006. | Copa no disputada, Guerra del Líbano de 2006. | Copa no disputada, Guerra del Líbano de 2006. |
| 2007      | Copa no disputada, Guerra del Líbano de 2006. | Copa no disputada, Guerra del Líbano de 2006. | Copa no disputada, Guerra del Líbano de 2006. |
| 2008      | Al-Ahed                                       | 3-1                                           | Al Ansar Beirut                               |
| 2009      | Safa Beirut                                   | 2-1                                           | Al Ahed                                       |
| 2010      | Al-Ahed                                       | 0-0 (4-3 pen.)                                | Al Ansar Beirut                               |
| 2011      | Al-Ahed                                       | 4-2                                           | Safa Beirut                                   |
| 2012      | Safa Beirut                                   | 2-0                                           | Al-Ahed                                       |
| 2013      | Al-Ahed                                       | 2-0                                           | Al Nejmeh Beirut                              |
| 2014      | Al Nejmeh Beirut                              | 3-1                                           | Safa Beirut                                   |
| 2015      | Al-Ahed                                       | 1-0                                           | Safa Beirut                                   |
| 2016      | Al Nejmeh Beirut                              | 1-0                                           | Al Ansar Beirut                               |
| 2017      | Al Nejmeh Beirut                              | 2-2 (6-5 pen.)                                | Al-Ahed                                       |
| 2018      | Al Nejmeh Beirut                              | 1-0                                           | Akhaa Ahli Aley                               |
| 2019      |                                               |                                               |                                               |
| 2020      | Copa no disputada.                            | Copa no disputada.                            | Copa no disputada.                            |
| 2021      |                                               |                                               |                                               |
| 2022      |                                               |                                               |                                               |

## Títulos por club
| Club             | Campeón | 2° | Años campeón                                                     |
| ---------------- | ------- | -- | ---------------------------------------------------------------- |
| Al Nejmeh Beirut | 11      | 2  | 1996, 1998, 2001, 2002, 2003, 2004, 2005, 2014, 2016, 2017, 2018 |
| Al Ahed Beirut   | 5       | 6  | 2008, 2010, 2011, 2013, 2015                                     |
| Al Ansar Beirut  | 2       | 6  | 1997, 2000                                                       |
| Safa Beirut      | 2       | 3  | 2009, 2012                                                       |
| Homenmen Beirut  | 1       | -  | 1999                                                             |
| Al-Tadamon Tyre  | -       | 2  | -----                                                            |
| Shabab Al-Sahel  | -       | 1  | -----                                                            |
| Akhaa Ahli Aley  | -       | 1  | -----                                                            |